# Brodostrojarstvo
Brodostrojarstvo je primijenjena znanost, koja je dio strojarstva koji se odnosi na upotrebu strojeva na brodovima. Brodostrojarstvo se kao i strojarstvo oslanja na razne prirodne znanosti: matematiku, fiziku, kemiju; računarstvo,elektrotehniku, u kao i na praktično iskustvo koje se stječe izradom strojeva i njihovom uporabom, te procesima vezanim uz to.
Za razliku od širokog područja strojarstva, brodostrojarstvo je usmjereno na projektiranje te na praktičnu primjenu, upotrebu, održavanje i popravak strojeva na brodovima.
Danas u svijetu postoji puno tvrtki koje se bave projektiranjem i proizvodnjom motora s unutarnjim izgaranjem za brodski pogon. Dvije najjače tvrtke, kako po zastupljenosti, tako i po inovativnosti su danski "Burmeister & Wain" koji je u većinskom vlasništvu njemačke tvornice MAN i švicarski "Sulzer".
U vremenu nakon Drugog svjetskog rata kad su, na velikim trgovačkim brodovima, Dieselovi motori polako počeli zamjenjivati parne strojeve "Sulzer" se profilirao u vodeću kompaniju u branši, te su mnoga brodogradilišta preuzela njihovu licencu za proizvodju i ugradnju sporohodnih dvotaktnih diesel motora bez ispušnog ventila.
Usporedo sa Švicarcima iz Winterthura, Burmeister & Wain je u Copenhagenu razvijao svoje projekte. Kad su 70-tih godina brodogradilištima ponudili licencu za izgradnju dvotaktnih, sporohodnih diesel motora s ispušnim ventilom u Sulzeru su takve projekte nazivali smiješnima, čvrsto se držeći već prokušanog povratnog (kanalskog) sustava ispiranja cilindara.
Međutim, tijekom vremena pokazalo se da motori s protočnim sustavom ispiranja (dakle oni s ispušnim ventilom) zbog puno efikasnijeg "disanja motora" imaju veći stupanj iskoristivosti i veću specifičnu snagu pri istim gabaritima.
Konačno to krajem 80-tih godina uviđaju i Švicarci, te i oni počinju projektirati motore s ispušnim ventilom, iako se neki dijelovi ispirnog sustava u to vrijeme, a i kasnije još uvijek uvelike oslanjaju na rješenja kakva su imali motori s povratnim sustavom ispiranja.
Prema nekim procjenama, B&W je sa svojim dvotaktnim diesel motorima danas prisutan na 
60% teretnih brodova, nasuprot Sulzeru koji je zastupljen s oko 20%.

## Spoj s drugim disciplinama
Unutar sebe, brodostrojarstvo je interdisciplinarna znanost koja se bavi proučavanjem i primjenom znanja s područja matematike, fizike, kemije, računarstva, elektrotehnike, elektronike i sl. Najčvršća veza brodostrojarstva je svakako s brodogradnjom, i to prilikom konstrukcije broda, gdje su ove dvije znanosti nerazdružive.

## Stručne ustanove
Danas u Hrvatskoj se brodostrojarstvo može studirati na pomorskim fakultetima i odjelima za pomorstvo u Dubrovniku, Splitu, Zadru i Rijeci, te na strojarskim fakultetima u Rijeci i Zagrebu. Brodostrojari s pomorskih fakulteta osposobljavaju se prema međunarodnoj STCW konvenciji prvenstveno za poslove pomorskih strojara na brodu, ali mogu raditi i kao inženjeri na kopnu. Brodostrojari sa strojarskih fakulteta osposobljavaju se samo za poslove na kopnu i ne mogu raditi kao pomorski strojari na trgovačkoj mornarici. Brodostrojarstvo se može učiti i u srednjim Pomorskim školama i drugim tehničkim školama koje imaju odobren program školovanja za brodostrojare.
Završetkom brodostrojarskog smjera srednje u srednjoj školi stječe se zvanje "Tehničar za brodostrojarstvo".
Završetkom sveučilišnog preddiplomskog studija brodostrojarstva na pomorskom fakultetu stječe se zvanje "sveučilišni prvostupnik inženjer brodostrojarstva".
Završetkom diplomskog (magistarskog) studija na pomorskim fakultetima stječe se zvanje "magistar inženjer brodostrojarstva".
Na strojarskim fakultetima inženjeri brodostrojarstva stiču titule "sveučilišnog prvostupnika inženjera strojarstva" te "magistra inženjera strojarstva".
Brodostrojari na brodu napreduju u zvanju Pomorskog strojara sve do zvanja upravitelja stroja.

## Vanjske poveznice
- Brodostrojarstvo Hrvatska tehnička enciklopedija, portal hrvatske tehničke baštine. LZMK